# Sergio Siorpaes
Sergio Emmerico Siorpaes, född 20 juli 1934 i Cortina d'Ampezzo, är en italiensk före detta bobåkare.
Siorpaes blev olympisk bronsmedaljör i fyrmansbob vid vinterspelen 1964 i Innsbruck.